# Toni Froschhammer
Toni Froschhammer est un monteur allemand.

## Biographie
Toni Froschhammer est d'abord musicien et producteur de musique possédant son propre studio d'enregistrement. De 2001 à 2006, il travaille pour la société de post-production berlinoise FX Factory. À partir de 2007, il lance sa propre entreprise Schnittbar. Il réalise alors des courts métrages, des publicités et des vidéoclips. En 2009, il fonde Froschhammer Film GmbH.
En 2011, il a reçu le Preis der deutschen Filmkritik (de) pour le montage du film documentaire Pina.

## Filmographie
- 2003 : Dangle (court métrage)
- 2004 : Best of the Wurst (court métrage)
- 2007 : From Up Till Down (court métrage)
- 2010 : If Buildings Could Talk (court métrage)
- 2011 : Pina
- 2011 : Joschka und Herr Fischer (de)
- 2012 : Derrière le mur, la Californie (de)
- 2013 : Tatort: Schmutziger Donnerstag (de)
- 2014 : Cathedrals of Culture
- 2015 : Every Thing Will Be Fine
- 2016 : Le Monde des Wunderlich
- 2017 : Submergence
- 2020 : Die Känguru-Chroniken (de)
- 2021 : A Future Together (court métrage)
- 2023 : Daniel Richter (documentaire)
- 2023 : Perfect Days